# 2005 في الجزائر
فيما يلي قوائم الأحداث التي وقعت خلال عام 2005 في الجزائر.

## ظهور
- 1 يناير – الأيام الجزائرية

## برامج ومسلسلات وأنمي
- ناس ملاح سيتي

## وفيات

### يناير
- 1 يناير – أحمد الطيب معاش (مواليد 1926)
- 3 يناير – إبراهيم أيزري (مواليد 1954) مغني ومؤلف جزائري.

### أبريل
- 3 أبريل – عبد القادر فيرود (مواليد 1919) لاعب كرة قدم.

### مايو
- 27 مايو – صالح بوبنيدر (مواليد 1929)

### يونيو
- 17 يونيو – عثمان أغ بالي (مواليد 1953) مغني جزائري.
- 25 يونيو – سليم الهلالي (مواليد 1920) موسيقي جزائري.

### يوليو
- 11 يوليو – محمد الأخضر السائحي (مواليد 1918) مقدم برامج إذاعية جزائري.